# فرودگاه منطقه‌ای مونرو (لوئیزیانا)
فرودگاه منطقه‌ای مونرو (لوئیزیانا) (به انگلیسی: Monroe Regional Airport (Louisiana)) یک فرودگاه همگانی بهره‌برداری هوایی با کد یاتا MLU است که یک باند فرود آسفالت دارد و طول باند آن ۲۲۸۸ متر است. این فرودگاه در کشور ایالات متحده آمریکا قرار دارد و در ارتفاع ۲۴ متری از سطح دریا واقع شده‌است.